# Associação Académica de Coimbra
Pour le club de rugby à XV, voir Associação Académica de Coimbra (rugby à XV).
Maillots
Actualités
L'Académica de Coimbra, ou simplement Académica, officiellement connu en tant que Associação Académica de Coimbra - Organismo Autónomo de Futebol (AAC-OAF), est un club de football portugais basé à Coimbra. Il s'agit d'une organisation autonome et professionnelle de football créée par des étudiants de l'université de Coimbra. Pour la saison 2024-2025, le club évolue en Liga 3.
C'est un club de sport émotionnellement et historiquement lié à la vie universitaire, où plusieurs générations d'étudiants, bien que nés loin de la ville, deviennent des supporters à vie de ce club. Au début, les footballeurs du club étaient pour la plupart des étudiants de l'université, qui étaient découverts sur place. C'était la règle durant plusieurs décennies jusque dans les années 1970. Cela n'empêchait pourtant pas l'Académica de se classer régulièrement parmi les 10 premiers du championnat.

## Repères historiques

### Dates clés
- Le club est fondé le 3 novembre 1887 sous le nom « Associação Académica de Coimbra ».
- Le premier match de football de l'Académica de Coimbra, eut lieu le 28 janvier 1912, face au Club Ginásio de Coimbra, 1-0.
- Il est l'un des membres fondateurs de la Super Liga en 1934.
- Premier match de la "Briosa" sur le terrain de Santa Cruz, le 20 janvier 1935, face au Sporting CP.
- Le 25 juin 1939, vainqueur de la première édition de la  Taça de Portugal.
- L’Académica de Coimbra, devient l’Académico, le 20 juin 1974.
- Le 27 juillet 1984, devient l’Académica de Coimbra-Organismo Autonomo de Futebol.

### La création et les premières années du club (1887-1959)
Sa création, le 4 novembre 1887, est la conséquence de la fusion en 1876 du Clube Atlético de Coimbra (fondé en 1861]) et de l'Academia Dramática (fondée en 1837).
Le premier match officiel de la section football eut lieu le 28 janvier 1912 face au Ginásio Club de Coimbra, victoire 1 à 0. L'équipe présentée ce jour-là était composée de : Durval de Morais (étudiant en médecine), César Moniz Pereira (Droit), Fernando Andrade (Droit), António Luís Lopes (Agronomie), António Perdigão (Droit), Salvador (Médecine), Filipe Mendes (Droit), José Júlio da Costa (Mathématique), José de Melo Cardoso (Médecine) et José Natividade Coelho (Droit, et capitaine). Les premières couleurs furent : maillot blanc, short noir.
Dès mars 1913, les étudiants gagnent leur premier trophée (Championnat du Nord) en battant le FC Porto par 3 buts à 1. Après une inauguration informelle en février 1918, le terrain du "Campo de Santa Cruz" (premier stade) a finalement été l'objet d'une cérémonie officielle le 5 mars 1922.
En 1923, la victoire sur la Naval dans le championnat de district scolaire offre la possibilité de se présenter au Campeonato de Portugal, ancienne formule de la Coupe du Portugal. Les joueurs de Coimbra ont réalisé une excellente performance après avoir atteint la finale face au Sporting CP, défaite 3-0 malgré avoir fait un bon match.
Le 25 juin 1939, l’Académica obtient sa première grande victoire nationale, la première Coupe du Portugal, qui remplace le Campeonato de Portugal. Après avoir éliminé SC Covilhã (5-1 et 3-2), l’Académico de Porto (5-3 et 2-1) et le Sporting CP (0-2 et 5-2), l’Académica affronte en finale, le SL Benfica. Devant 30 mille spectateurs, sur le terrain de Salésias, Benfica ouvre la marque par Rogério, mais les joueurs de la « Briosa » ne baissent pas les bras et égalisent à la 37e minute par Pimenta ce qui amène les deux équipes à la mi-temps. À la reprise, dès la 46e minute, 2-1 pour l’Academica, but d’Alberto Gomes, mais à nouveau Rogério réduit l'écart à la 47e. C'est alors qu’Arnaldo Carneiro, à la 50e minute, accentue la marque et l’aggrave deux minutes plus tard, 4-2 pour la « Briosa ». Le SL Benfica réduit l'écart à 4-3, mais ne reviendra plus dans le match. L’Académica bat les rouges par 4-3, les célébrations durent des jours et la ville de Coimbra fête les joueurs.
Les vainqueurs de la coupe sont :
- Tibério, José Maria Antunes (capitaine), César Machado, Portugal, Abreu, Faustino Duarte, Octaviano, Manuel da Costa, Alberto Gomes, Arnaldo Carneiro, Nini, Peseta, Vasco et Pimenta. Entraîneur : Albano Paulo.

La saison 1947-1948 fut la saison de la descente. Une saison de purgatoire avant la remontée.
Le 20 janvier 1949, l’Académica inaugure son nouveau stade l’« Estadio Municipal », abandonnant le « Campo de Santa Cruz », plus aux normes demandées par la FPF, depuis deux saisons les étudiants étaient obligés de chercher un terrain adéquat pour commencer le championnat.
Fin des années 1940 début 1950, ce sont les juniors de l’Académica qui réalisent de belles performances, notamment en devenant champion national à trois reprises (1949-1950, 1951-1952, 1953-1954).
De nouveau en finale de la Coupe du Portugal, et à nouveau face au SL Benfica, les étudiants s’inclinent 5 à 1. Beaucoup de titulaires n’étant pas présents car le jour choisi était un jour d’examens.

### L'âge d'or (1960-1974)
Le début des années 1960, reste dans l'histoire de l’Académica, et du football portugais car c'est la période du premier transfert majeur d'un joueur de football portugais vers l'étranger : Jorge Humberto, signe au mythique Inter de Milan.
En 1962 le gouvernement portugais de Salazar, décide de dissoudre l’AAC, à la suite du mouvement estudiantin à l’encontre de sa politique. Ce qui entraîne une vague de protestation sans précédent dans le monde du football lusitanien. Salazar revient sur sa décision, et le football reprend ses droits. Il s’annonce de bon augure pour les « Académicos », qui durant la saison 1964-1965, jouent les premiers rôles, battant les grands noms tels que le Sporting CP, ou encore le FC Porto. Ils finissent d’ailleurs à la quatrième place à trois points du second, le FC Porto. Avec une génération, championne du Portugal juniors, l’Académica prends de l’ampleur, et c’est en 1967 qu'elle finit vice-championne, et voit un jeune joueur dénommé Artur Jorge, finir deuxième meilleur buteur du championnat, derrière le grand Eusébio. Cette même saison ils sont aussi en finale de la coupe, après avoir battu en quarts de finale, le SL Benfica, qui compte dans ses rangs de grands noms comme, Coluna, Simões, Torres ou encore le fameux Eusébio. Celle-ci se dispute le 9 juillet au stade Nacional do Jamor, face au Vitória Setúbal, cinquième du dernier championnat, et qui compte en son sein le père du célèbre entraîneur José Mourinho, Félix Mourinho, qui évolue au poste de gardien de but. Après un score de parité au terme du temps réglementaire, s’engage la prolongation qui n’arrive pas à départager les deux équipes. C’est donc une deuxième prolongation qui débute (la séance de tirs au but, n’étant pas encore une habitude), et c’est au bout de 2h20 de match que les joueurs de Coïmbra, finissent par céder. Côté jeunes, les juniors (U17) remportent le championnat du Portugal. 1966-1967, est donc la saison en or des « estudantes », mais le palmarès n’a pas complet si l’on ne rajoute pas la coupe du Portugal réserve. Malheureusement le club ne répète pas ses résultats. La saison suivante, ils finissent à nouveau à la quatrième place, qui va lui permettre de jouer une compétition européenne en 1968-1969, car lors de sa brillante deuxième place et en dépit de sa place de finaliste, l’UEFA refuse leur engagement en coupe d’Europe.
Ce premier match européen a lieu à Lyon, face à l’Olympique lyonnais. Il se termine par une défaite un but à zéro. Le match retour à Coïmbra se dispute sous une ferveur jamais connue dans la capitale estudiantine, et c’est une victoire sur le même score au bout des 90 minutes réglementaire. À l’époque pas de prolongations ni de tirs au but, c’est donc au tirage au sort que le vainqueur est désigné, la pièce décide que Lyon continuera l’aventure européenne. Côté Portugal l’AAC, se retrouve pour la quatrième fois en finale de la Coupe. Le contexte est particulier, la crise étudiante est à son apogée, et l’AAC, est devenu depuis plusieurs années le club de l’ensemble des étudiants portugais, luttant conte l’état de l’omnipotent de Salazar. Cette finale se dispute face à Benfica, représentant le régime en place. Le stade du Jamor devient une tribune politique, où bien plus que les chants de supporters, encourageant leurs joueurs, ce sont des slogans et des pancartes anti gouvernementales, qui jonchent les tribunes vêtues de noirs (couleur des étudiants portugais), malgré l’ambiance peu propice au football, les « académiques », tiennent et marquent à la 81e par Manuel António, et c’est Toni qui vient de quitter l’Académica pour le Benfica, qui offre le but égalisateur à Simões, trois minutes plus tard. Une nouvelle fois, ce sont les prolongations, qui n’ont jamais réussi aux étudiants, qui décident du vainqueur, et c’est la figure mythique du Benfica, Eusébio qui crucifie l’Académica à la 109e minute. Grâce au doublé coupe-championnat des rouges de Lisbonne, l’AAC peut disputer la Coupe des Coupes. La « Briosa », atteint les quarts de finale, éliminée par les Anglais de Manchester City.
Le début des années 1970 commence mal pour le club, éliminé au premier tour de la Coupe de l’UEFA, bien que démontant de belles qualités en championnat (cinquième en 1971). Le départ de leurs meilleurs joueurs, attirés par le professionnalisme et ses escudos (Toni, Artur Jorge, Peres, Quinito, Rui Rodrigues entre autres), fait que l’AAC, malgré les frères Mário Campos et Vítor Campos, et d’autres grands noms du football estudiantin et lusitanien, ne peut éviter la descente en division inférieure la saison suivante, terminant quinzième. Là encore, le passage en deuxième division portugaise ne dure qu’une saison, emportant le titre de champion. Au terme de la saison retour en élite, avec un esprit de rénovation insufflé par la révolution des Œillets, certains étudiants estiment que la section football a fonctionné en opposition avec les principes des autres sections amateurs. Le 20 juin 1974, lors de l’assemblée générale des étudiants, ils décident de dissoudre la section football.

### La période "Clube Académico de Coimbra (1974-1984)
À la suite de la révolution des œillets du 25 avril 1974, beaucoup de choses changèrent dans la société portugaise, et après une période d'incertitudes et plusieurs relégations en deuxième division, le club devint de plus en plus professionnel afin de pouvoir mieux lutter face aux autres clubs.

## Palmarès et records

### Palmarès
Le palmarès de l'Académica compte principalement deux coupes du Portugal.
L'Académica remporte son premier trophée en 1939, lors de la première Coupe de l’histoire du football portugais. Le club est loin d’être un des plus titrés du Portugal, mais il reste dans le cœur des Lusitaniens, comme un des grands, derrière, le Benfica, le Sporting et le FC Porto.
En 2012, il renoue avec la compétition européenne, soit 41 ans après sa dernière prestation.
| Compétitions nationales | Compétitions internationales | Compétitions régionales |
| --- | --- | --- |
| - Championnat du Portugal (0) - Meilleure performance : 2e (1966-67) - Segunda Divisão (2) - Champion : 1948-49, et 1972-73 - Segunda Divisão Zona Centro (2) - Champion : 1979-80, et 1983-84 - Coupe du Portugal (2) - Vainqueur : 1938-39, et 2011-12 - Finaliste (1950-51, 1966-67, 1968-69) - Coupe de la Ligue (0) - Meilleure performance : Demi-Finaliste (2009-10) - Supercoupe du Portugal (0) - Meilleure performance : Finaliste (2012) Compétitions disparues - Campeonato de Portugal (prédécesseur de la Coupe du Portugal) (0) - Meilleure performance : Finaliste (1923) | - Coupe UEFA / Ligue Europa (0) - Meilleure performance : 1er tour (1969, 1972) - Coupe d'Europe des vainqueurs de coupes (0) - Meilleure performance : ¼ de finale (1970) | - Championnat du Nord (1) - Champion : 1913 - Championnat de 1re division de l'AF Coimbra (18) - Champion : 1923, 1924, 1925, 1928, 1933, 1934, 1935, 1936, 1937, 1938, 1939, 1940, 1941, 1942, 1943, 1944, 1945, 1946 |

Trophées divers
| - Trophée União Clube do Norte (1) : 1913 - Trophée Ville de Porto : 1968 |

### Participation aux compétitions européennes
- Coupe des Coupes
  - 1969/70 : 1/4 de finale (6 matches, 2 victoires, 2 nuls, 2 défaites : 3 - 2)
- Coupe de l'UEFA
  - 1968/69 : Premier tour de qualification, éliminé par tirage au sort, face à Olympique lyonnais (2 matches, 1 victoire, 1 défaite : 1 - 1)
  - 1971/72 : Premier tour de qualification, éliminé face à Wolverhampton Wanderers (2 matches, 2 défaites : 1 - 7)
- Ligue Europa
  - 2012/13 :

### ClassementIFFHS
En mai 2012 l'Académica de Coimbra entre dans le top 400 du classement IFFHS
- mai 2012 : 363
- juin 2012 : 353
- juillet 2012 : 371
- août 2012 : 405
- septembre 2012 : 409
- octobre 2012 : 341
- novembre 2012 : 211
- décembre 2012 : 282
- janvier 2013 : 245
- février 2013 : 308

### Coefficient UEFA
- août 2012 : 133
- septembre 2012 : 137
- octobre 2012 : 137
- novembre 2012 : 119
- décembre 2012 : 114
- février 2013 : 113
- mars 2013 : 114
- avril 2013 : 109

## Image et identité

### Logo
Dans les années 1920, naissance du logo que l'Académica adopte de façon permanente. Durant la saison 1927-1928, l'étudiant en médecine, Fernando Ferreira Pimentel (22/07/1905-24/08/1994), à la demande du dirigeant Armando Sampaio, a conçu le logo actuel de l'Académica. Celui-ci a changé durant la période de l'Académico de Coimbra, entre 1974 et 1984. Durant cette période le logo a changé à 5 reprises.

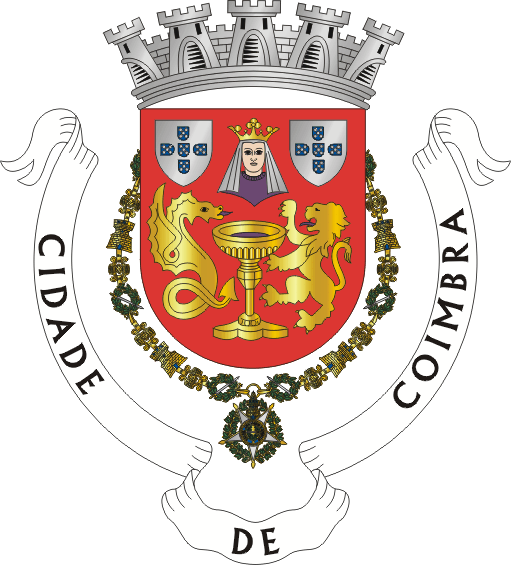
Blason de la ville de Coimbra

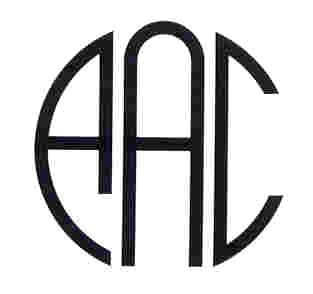
1er Logo (1926-28)
logo de 1928 à 1974
depuis 1984

## Joueurs et personnalités du club

### Présidents
| - 1887-1891 : Antonio Luis Gomes - 1912-? : Alvaro Bettencourt de Athayde - ?-? : Augusto da Fonseca Junior - décembre 1963-décembre 1964 : Hortênsio Lopes - décembre 1964-décembre 1965 : Ubach Ferrão - décembre 1965-décembre 1966 : Chorão de Aguiar - décembre 1966-décembre 1968 : Almeida e Costa - décembre 1968-décembre 1970 : Adolfo Mesquita - décembre 1970-décembre 1971 : Aristides Mota - décembre 1971-juillet 1973 : João Moreno - juillet 1973-mai 1974 : Cortez Vaz - juillet 1974-mai 1975 : Júlio Couceiro - juillet 1975-mai 1976 : Aurélio Lopes | - octobre 1976-mai 1977 : Miranda Lemos - mai 1977-juin 1977 : Cortez Vaz - janvier 1978-janvier 1981 : João Moreno - janvier 1981-février 1983 : Ezéquiel Umbelino - février 1983-janvier 1990 : Jorge Anjinho - janvier 1990-mai 1992 : Mendes Silva - juin 1992-juillet 1995 : Paulo Cardoso - juillet 1995-octobre 1995 : Fausto Correia - octobre 1995-décembre 2002 : Campos Coroa - décembre 2002-octobre 2004 : João Moreno - janvier 2005-juin 2016: José Eduardo Simões - juin 2016-avril 2017 : Paulo Almeida - avril 2017-juin 2022 : Pedro Roxo - juin 2022 : Pedro Miguel Ribeiro |

### Entraîneurs
| Liste des entraîneurs de l'Académica | Liste des entraîneurs de l'Académica | Liste des entraîneurs de l'Académica |
| --- | --- | --- |
| - 1922-1923 : Teófilo Esquível - 1926-1933 : Armando Sampaio - 1933-1934 : Filipe dos Santos - 1934-1935 : Rudolf Jeny - 1935-1936 : Cristóvão Lima - 1936-1937 : Albano Paulo - 1937-1938 : Guedes Pinto - 1937-1938 : Estêvão Puskas - 1938-1940 : Albano Paulo - 1940-1941 : Lippo Hertzka - 1941-1942 : Alberto Gomes - 1942-1944 : Severiano Correia - 1944-1945 : Manuel Veloso - 1945-1946 : Eduardo Augusto - 1945-1946 : Eduardo Lemos - 1946-1947 : Sándor Peics - 1946-1947 : José Maria Antunes - 1947-1948 : Micael - 1947-1948 : Tavares da Silva - 1948-1949 : Alberto Gomes - 1949-novembre 1950 : Dezső Gencsy - novembre 1950-1954 : Oscar Tellechea - 1954-1955 : Alberto Gomes - 1955-1956 : Nana - octobre 1955-1958 : Cândido de Oliveira - 1958-1959 : János Biri - 1958-1959 : Otto Bumbel - 1959-1960 : Oscar Montez - 1960-1961 : Mário Imbelloni - 1961-1962 : Alberto Gomes - 1962-1964 : José Maria Pedroto - 1964-novembre 1968 : Mário Wilson - novembre 1968-juin 1969 : João Maló - juin-octobre 1969 : Francisco Andrade | - novembre 1969-mars 1972 : Juca - mars 1972 : Jorge Humberto - 1972-mars 1974 : Fernando Vaz - 1972-1973 : Marques - mars à juin 1974 : José Crispim - 1974-mars 1975 : Francisco Andrade - mars 1975-1976 : José Crispim - 1976-1979 : Juca - 1979-1980 : Pedro Gomes - juin à octobre 1980 : Francisco Andrade - octobre 1980-1981 : Vitor Manuel - 1981-1983 : Mário Wilson - 1983-1984 : Vasco Gervásio - juin à octobre 1984 : Jesualdo Ferreira - octobre 1984 : Vítor Oliveira - octobre 1984-mars 1988 : Vitor Manuel - mars 1988 : Camilo Conceição - mars à - 1988 : António Ribeiro Oliveira - 1988-1989 : José Crispim - 1988-1989 : Henrique Calisto - 1989-1990 : José Alberto Costa - 1990-1991 : António Ribeiro Oliveira - 1991-1993 : José Rachão - 1993-1994 : Vitor Manuel - 1994-1995 : Vieira Nunes - 1995-1996 : Eurico Gomes - 1995-1996 : Luis Agostinho - 1996-1997 : Vítor Oliveira - 1997-1998 : Henrique Calisto - février 1998 : Gregório Freixo - 1997-1998 : José Romão - 1998-1999 : Raul Águas - février-juillet 1999 : Gregório Freixo | - 1999-2000 : Carlos Garcia - 2000 : Hassan Ajenoui - décembre 2000-décembre 2002 : João Alves - décembre 2002 : Victor Alves - décembre 2002-août 2003 : Artur Jorge - août 2003-janvier 2004 : Vítor Oliveira - février 2004-décembre 2004 : João Carlos Pereira - décembre 2004-mai 2006 : Nelo Vingada - mai 2006-septembre 2007 : Manuel Machado - septembre 2007-mai 2009 : Domingos Paciência - juin 2009-oct 2009 : Rogério Gonçalves - octobre 2009 : Zé Nando - oct 2009-juin 2010 : André Villas-Boas - juin 2010-décembre 2010 : Jorge Costa - décembre 2010-février 2011 : José Guilherme - février 2011-mai 2011 : Ulisses Morais - juin 2011-avril 2013 : Pedro Emanuel - avril 2013-mai 2014 : Sérgio Conceição - juin 2014-février 2015 : Paulo Sérgio - février-septembre 2015 : José Viterbo - septembre 2015 : António Gouveia - juin 2016-mai 2017 : Costinha - mai-novembre 2017 : Ivo Vieira - novembre 2017-avril 2018 : Ricardo Soares - avril-juin 2018 : Quim Machado - juin-octobre 2018 : Carlos Pinto - octobre 2018-juin 2019 : João Alves - juin-novembre 2019 : César Peixoto - novembre 2019-2020 : João Carlos Pereira - 2020-septembre 2021 : Rui Borges - septembre 2021-novembre 2021 : João Carlos Pereira (en) - novembre 2021-2022 : Pedro Duarte - 2022- : Miguel Valença |

### Joueurs marquants
| 1884 - 1939                         | 1940 - 1959 | Années 1960 - 1979 | Années 1980 - 1999                                                                    | Années 2000 - présent |
| - Albano Paulo - José Maria Antunes | - Alberto Gomes - Bentes - Capela - Jorge Humberto - José Pérides - Mário Torres - Mário Wilson - Octaviano - Pacheco Nobre - Pascoal | - Artur Correia - Artur Jorge - Carlos Alhinho - França - José Alberto Costa - Manuel António - Mário Campos - José Melo - Peres - Quinito - Rocha - Rui Rodrigues - Serafim - Toni - Vítor Campos | - Artur Semedo - Calila - Dário Monteiro - Dimas - Akwá - José Ribeiro - Pedro Xavier | - Marinho - Pedro Roma - Ricardo Nunes - João Real - Fernando Alexandre - Nuno Piloto - Bruno Amaro - Carlos Martins - Cédric Soares - Cédrick Fiston - Dame N'Doye - Damien Tixier - Daniel Kenedy - David Simão - Dário Monteiro - Diogo Valente - Edinho - Ivanildo - John Ogu - Lucian Marinescu - Nivaldo - Pedrinho - Rafik Halliche - Salim Cissé |

### Internationaux portugais
Au total 16 joueurs de l’Académica ont porté le maillot de la sélection lors de leur passage au club. Alberto Gomes est le premier « estudante » à être appelée en équipe nationale en 1940. Pur produit du club, il a disputé son premier match au Parc des Princes, dans le cadre d’un match amicale où la France l’emporte 3 buts à 2.
Le Défenseur central Rui Rodrigues, est celui à avoir porté en même temps les deux maillots, soit neuf fois sur son total de douze sélections.
Bien d’autres internationaux ont joué à l’Académica, mais seul les dix-sept ci-dessous, ont porté les deux maillots simultanément.
Le tableau suivant donne la liste actualisée au 12 novembre 2012 des joueurs de l'AAC en équipe du Portugal, le nombre de sélections et la période correspondante, ainsi que le nombre total de sélections durant la carrière du joueur, entre parenthèses le nombre de buts marqués.
| Joueur        | Sélections | Période   | Sél. (total) |
| ------------- | ---------- | --------- | ------------ |
| Alberto Gomes | 2 (1)      | 1940-1942 | 2 (1)        |
| Bentes        | 3          | 1946-1954 | 3            |
| Capela        | 2          | 1950-1951 | 5            |
| Pacheco Nobre | 1          | 1950      | 1            |
| Mário Torres  | 5          | 1957-1959 | 5            |
| Augusto Rocha | 7          | 1958-1963 | 7            |
| Vítor Campos  | 1          | 1967      | 1            |
| Artur Jorge   | 2          | 1967-1968 | 16 (1)       |

| Joueur             | Sélections | Période   | Sél. (total) |
| ------------------ | ---------- | --------- | ------------ |
| Serafim            | 1          | 1967-1968 | 5            |
| Rui Rodrigues      | 7 (1)      | 1967-1971 | 12 (3)       |
| Peres              | 4 (1)      | 1964-1972 | 27 (4)       |
| Manuel António     | 4          | 1969      | 4            |
| Mário Campos       | 1          | 1969      | 1            |
| José Alberto Costa | 1          | 1978-1983 | 24 (1)       |
| José Ribeiro       | 1          | 1985      | 2            |
| Pedro Xavier       | 2          | 1985-1989 | 4            |
| Total              | 44 (3)     | 1940-1989 | 119 (10)     |

## Structures du club

### Infrastructures

#### Stades

##### Estádio EFAPEL-Cidade de Coimbra
Le stade « Cidade de Coimbra-EFAPEL » est un stade situé à Coimbra. Ce stade appartient à la Municipalité et est principalement utilisé par l'équipe de football de Coimbra l'Académica. Créé en 1949, il est jusqu'en 2003, nommé « Estádio Municipal de Coimbra », ou encore le Stade du Calhabé, lieu où il est situé à Coimbra. Il se situe à l'est de la ville de Coimbra à moins de deux kilomètres du centre-ville historique.
Le stade a été rénové, agrandi et modernisé pour accueillir quelques matchs de l’Euro 2004. En plus du stade l’ensemble du quartier du « Calhabé » a été modernisé. Le 29 octobre 2003, date du premier match officiel, opposant l’Académica de Coimbra à Benfica ; le Benfica l'emporte par 3 buts à 1.
Son design n'implique pas de références historiques ou traditionnelles. L’idée était de créer une image nouvelle, contemporaine avec des façades de verre. La piste d'athlétisme a été préservée pour en faire une installation sportive polyvalente. En forme d'un "U", il s'ouvre sur les pentes de la ville à la limite Nord. Le stade a été conçu par la société architecturale portugaise Plarq en collaboration avec le Groupe de Conception, KSS de Londres. L'équipe de Plarq a été menée par l'architecte la Antonio Monteiro. Le stade dispose de  29 622 places, dont les deux tiers sont couverts.
En 2004 le stade a accueilli plusieurs matches de l’Euro : Angleterre-Suisse : 3-0, Suisse- France : 1-3. c’est pendant ce match que le record du buteur le plus jeune de la compétition a été battu, par Johan Vonlanthen.
Le 23 avril 2011, l'Estádio Cidade de Coimbra a accueilli la Finale de la coupe de la ligue Portugaise.
L’équipe nationale a disputé plusieurs matches dans ce stade (7, entre 1983 et 2010).
En plus du football, le stade est souvent utilisé pour les concerts d'artistes internationaux avec une capacité allant jusqu'à 50 000 personnes. Le stade Cidade de Coimbra a été inauguré officiellement le 12 septembre 2003, puis le 27 septembre avec un concert des Rolling Stones. En 2010, George Michael, puis U2 y font deux concerts pendant leur U2 360° tour. Le 24 juin 2012, c’est Madonna qui s'y produit devant 33 597 personnes.
- Différents noms du stade

1949 – 2003 : Estádio Municipal de Coimbra ou Estádio do Calhabé 
2003 – 2006 : Estádio Cidade de Coimbra 
2006 – 2011 : Estádio Finibanco-Cidade de Coimbra
Depuis 2011 : Estádio EFAPEL-Cidade de Coimbra

##### Campo de Santa Cruz
Cédé par la ville de Coimbra, en 1918, à l'Association Académica. Il fut le premier terrain destiné à la pratique du football, jusqu’en 1949, date de la création du stade Municipal de Coimbra. Il reste néanmoins le stade de l’université, et malgré la scission entre les universitaires et le football professionnel, il est régulièrement utilisé par ces derniers, notamment par l’équipe B ou les équipes jeunes, cela encore de nos jours. Il a été rénové et inauguré le 18 octobre 2008. Il dispose d’un terrain de football à 11, synthétique, de quatre vestiaires.
- Données générales[12]

Nom : Campo de Santa Cruz 
Club : Associação Académica de Coimbra – Universitaire 
Capacité : 
Affluence : 
Dimensions : 
Adresse : Rua Lourenço de Azevedo, 3000-250 Coimbra 
Surface : pelouse synthétique

#### Centres d'entraînement et de formation
- Académia Dolce Vita

Académia Dolce Vita, a été inauguré le 15 décembre 2007, en présence du secrétaire d’État à la Jeunesse et des Sports de l’époque. Il porte le nom du principal partenaire de l’Académica. Il a été exclusivement financé par les dons des « socios », et surtout avec 1,5 million d’euros de la part des centres commerciaux du même nom. L’Académie possède un terrain en herbe, destiné aux entraînements de l’équipe professionnelle, des vestiaires, deux terrains synthétiques, réservés aux compétitions jeunes. Un bâtiment avec un total de 2 400 mètres carrés, totalement destinés au football de formation et professionnel, possède aussi un département médical, composé de 5 cabinets, d'une vingtaine de bureaux administratifs, une blanchisserie, une buanderie, plusieurs salles de réunion, une salle de presse d’une capacité de 60 personnes et à l’étage 20 chambres pour deux personnes, équipées de WC, douche, TV, et air conditionné, ainsi qu’une salle à manger de 150 couvets.
À l’entrée trône une sculpture représentant le logo du club ainsi qu’une clé de sol symbolisant le fado de Coimbra.
- Données principales

Nom: Academia Dolce Vita 
Club: Associação Académica de Coimbra – O.A.F. 
Inauguration: 15 décembre 2007 
Adresse: Estrada Nacional 111-1, Campos do Bolão, 3025-300 Coimbra

### Aspects juridiques, économiques et financiers

#### Éléments comptables
| Saison  | Budget | +Profits/-Pertes | Passif         |
| ------- | ------ | ---------------- | -------------- |
| 2000-01 | -      | -                | -              |
| 2001-02 | -      | -                | -              |
| 2002-03 | -      | -                | -              |
| 2003-04 | -      | -                | -7.142.218,00  |
| 2004-05 | -      | -3.824.675,52    | -10.966.893,52 |
| 2005-06 | -      | -1.156.490,18    | -12.123.383,70 |
| 2006-07 | -      | +1.342.720,98    | -10.780.662,72 |
| 2007-08 | -      | -1.804.274,03    | -12.584.936,75 |
| 2008-09 | -      | +1.385.968,74    | -11.198.968,01 |
| 2009-10 | -      | +236.816,22      | -10.962.151,79 |

| Saisons | Budget       | +Profits/-Pertes | Passif         |
| ------- | ------------ | ---------------- | -------------- |
| 2010-11 | 3.637.000,00 | +85.805,85       | -10.876.345,94 |
| 2011-12 | 3.000.000,00 | +1.697.124,58    | -9.179.221,36  |
| 2012-13 | 3.465.000,00 | +1.077.403,36    | -8.101.818,00  |
| 2013-14 | 3.000.000,00 | -2.319.595,53    | -10.421.413,53 |
| 2014-15 | 3.650.000,00 | -                | -              |
| 2015-16 | 3.268.000,00 | -                | -              |

## Soutien et image

### Supporters
En 1985 apparaît la « Mancha Negra » groupe ultras du club. Le groupe fut officiellement formé le 3 mars 1985, jour du match contre le SC Braga. Sa devise est “Se jogasses no céu… Morreríamos para te ver” (si tu jouais au ciel… nous mourrions pour te voir).

### Rivalités
Le club entretient une rivalité avec L’União de Coimbra dans le «derby de Coimbra». Le derby opposant traditionnellement le club des étudiants et celui des travailleurs, le club historique de la ville de Coimbra contre le « nouvel arrivant».
L’Academica entretient également une rivalité avec l’União de Leiria dans ce qui est nommé le « derby du centre ».

### Liens
- 1985-Velha Guarda
- Mancha Negra